# Le Pavé de Roubaix 2018
De zestiende editie van de wielerwedstrijd Le Pavé de Roubaix werd gehouden op 8 april 2018. De start was in Saint-Amand-les-Eaux, de finish in Roubaix. De wedstrijd maakte deel uit van de UCI Juniors Nations' Cup 2018, in de categorie 1.Ncup. De Brit Lewis Askey volgde zijn landgenoot Tom Pidcock op als winnaar.

## Uitslag
| Plaats  | Naam                     | Tijd     |
| ------- | ------------------------ | -------- |
| Winnaar | Lewis Askey              | 2u40'57" |
| 2       | Samuele Manfredi         | z.t.     |
| 3       | Mattias Skjelmose Jensen | + 6"     |
| 4       | Edo Maas                 | + 52"    |
| 5       | Pirmin Benz              | z.t.     |
| 6       | Carlos Rodríguez         | + 55"    |
| 7       | Quinn Simmons            | + 2'15"  |
| 8       | Samuel Watson            | + 2'41"  |
| 9       | Milan Fretin             | z.t.     |
| 10      | Ludvig Wacker            | z.t.     |
| 11      | Luca De Meester          | z.t.     |
| 12      | Donavan Grondin          | z.t.     |
| 13      | Hugo Toumire             | + 3'35"  |
| 14      | Charley Calvert          | + 3'43"  |
| 15      | Daniel Årnes             | + 4'00"  |
| 16      | Kim Heiduk               | z.t.     |
| 17      | Marius Mayrhofer         | + 5'05"  |
| 18      | Erik André Lier          | z.t.     |
| 19      | Frederik Nybo Eriksen    | z.t.     |
| 20      | Michel Heßmann           | z.t.     |

2003 · 2004 · 2005 · 2006 · 2007 · 2008 · 2009 · 2010 · 2011 · 2012 · 2013 · 2014 · 2015 · 2016 · 2017 · 2018 · 2019 · 2020 · 2021 · 2022 · 2023 · 2024
 Aziatische kampioenschappen (tijdrit · wegwedstrijd) · 
 Afrikaanse kampioenschappen (tijdrit · wegwedstrijd) · 
 Oceanische kampioenschappen (tijdrit · wegwedstrijd) · 
 Gent-Wevelgem/Grote Prijs A. Noyelle-Ieper · 
 Le Pavé de Roubaix · 
 Vredeskoers · 
 Trophée Centre Morbihan · 
 Ronde van Vaud · 
 Trofeo Karlsberg · 
 Grote Prijs Général Patton · 
 Europese kampioenschappen (tijdrit · wegwedstrijd) · 
 Ronde van Abitibi